# Sultanato de Maldivas
El Sultanato de Maldivas (en dhivehi: Dhivehi Raajje, މޯލްޑިވްސް ސަލްޓަނޭޓެވެ,  "el país del pueblo dhivehi") fue una monarquía islámica que controló el archipiélago de las Maldivas durante 815 años (1153-1968), con interrupción.
Maldivas fue un reino budista hasta que su último monarca, el rey Dhovemi, se convirtió al Islam en el año 1153; a partir de entonces también adoptó el título musulmán y el nombre de Sultán Muhammad al-Adil. Seis dinastías gobernarían las Maldivas hasta que el Sultanato se volvió electivo en 1932.
A partir del siglo XVI, el Sultanato quedó cada vez más bajo la influencia europea, comenzando con un período de 15 años de dominio portugués. Después de la expulsión de los portugueses, las Maldivas quedaron sujetas a la hegemonía holandesa antes de convertirse finalmente en un estado protegido británico en 1796. Tras un intento fallido de formar una república en 1953, el surgimiento de un estado separatista de corta duración y el establecimiento de la independencia del Reino Unido, el Sultanato fue abolido tras un referéndum exitoso en 1968, y la Maldivas se convirtió en república.

## Historia

### Introducción del Islam
Antes del dominio islámico, las Maldivas habían estado unidas bajo una monarquía budista desde el siglo III a. C. La exposición de Maldivas al Islam se originó en los marineros y comerciantes del Medio Oriente; La ubicación estratégica del archipiélago de las Maldivas en el Océano Índico y la abundancia de conchas de cauri, una moneda popular, resultaron lucrativas.
En 1153, el visitante musulmán sunita Abu al Bar-akat convirtió al último monarca budista de las Maldivas, el rey Dhovemi, al Islam. Esto marcaría el comienzo del Sultanato. Durante los siguientes cuatro siglos, el Sultanato experimentaría una era de paz y prosperidad, ya que su importante ubicación en el Océano Índico le permitió comerciar con gran parte de Asia y África.

### Hegemonía portuguesa y neerlandesa
Los portugueses llegaron a las Maldivas en 1507 y obligaron al sultán Kalu Muhammad a entregar un tributo anual en cuerdas de coco. En 1558 se estableció una guarnición portuguesa en Malé y el sultán fue derrocado. Así, las Maldivas fueron administradas desde la Goa portuguesa durante los siguientes 15 años, durante los cuales se impuso el cristianismo a los lugareños. En 1573, una revuelta popular encabezada por Muhammad Thakurufaanu al-Auzam expulsó a los portugueses de las islas y restableció la soberanía de Maldivas. La lucha contra el dominio colonial dejó una impresión duradera en los nativos de Maldivas y fue un momento formativo en la realización de una identidad maldiva. La liberación de las Maldivas todavía se celebra como el día nacional del país.
A mediados del siglo XVII, los neerlandeses gobernarían las Maldivas desde su colonia de Ceilán neerlandés. Sin embargo, su forma de gobierno fue indirecta; no se involucraron en los asuntos locales del Sultanato.

### Protección y disolución británica
En 1796, el Imperio Británico expulsó a los holandeses de Ceilán e incluyó a las Maldivas como área protegida británica. El estatus del sultanato de Maldivas como protectorado británico fue confirmado en un acuerdo de 1887. Al igual que los holandeses, los británicos dejaron en paz las costumbres locales de los maldivos, permitiendo una administración interna independiente de las islas. Sin embargo, la era británica fue una en la que el poder y la influencia del sultán se fueron debilitando progresivamente; así, los británicos alentaron el establecimiento de una monarquía constitucional.
En 1932 entró en vigor la primera constitución de Maldivas. Limitó los poderes absolutos del sultán, creó el Majlis del Pueblo e hizo una serie de reformas; sin embargo, los temores de que esta constitución favoreciera a los funcionarios británicos en lugar del pueblo de Maldivas provocaron que una turba enfurecida rompiera la constitución. Como resultado, se publicó una segunda constitución en 1937 y se creó una tercera en 1953. Este documento disolvió el Sultanato, reemplazándolo por una república presidencial bajo Mohamed Amin Didi.
Sin embargo, este sistema resultó impopular y Amin Didi fue derrocado y posteriormente asesinado por una turba. Un referéndum resultó en la restauración del Sultanato en 1954.
En 1959, los tres atolones del sur de las Maldivas (Addu Atoll, Huvadhu Atoll y Fuvahmulah) declararon su independencia del Sultanato de las Maldivas y establecieron la República Unida Suvadive. Estos atolones se separaron por cuestiones de la centralización del poder en Malé, las restricciones a los viajes y el comercio y la presencia del ejército británico. La república fue anexada nuevamente a las Maldivas en 1963.
En julio de 1965, Maldivas obtuvo su total independencia del Reino Unido. Tres años más tarde, se celebró un referéndum final que dio como resultado el establecimiento de una república presidencial, poniendo fin al Sultanato de 815 años de antigüedad.